# Energy Transfer Partners
Energy Transfer Partners, Energy Transfer LP ou simplement Energy Transfer, est une entreprise d'infrastructures pétrogazières américaine, consacrée au transport du pétrole et d'hydrocarbures fossiles non-conventionnels, créée en 1996. L'entreprise construit, possède et gère des pipelines, des sites de stockage et des terminaux de gaz naturel, de pétrole brut, de gaz naturel liquéfié et de produits raffinés. Elle est organisée selon les lois de l'État du Delaware (paradis fiscal pour les entreprises), mais son siège social est basé à Dallas, État qui soutient fortement l'industrie pétrogazière.
Elle a été fondée en 1996 par l'homme d'affaires et milliardaire Ray Davis et par Kelcy Warren, qui en sont toujours présidents exécutifs.
En 2023, la société, qui a profité de la relance de l'industrie pétrolière des États-Unis par les nouvelles méthodes de forage du pétrole de schiste et du gaz de schiste, possédait et/ou exploitait déjà plus de 125 000 miles (201 000 km) de pipelines à travers les États-Unis, ce qui en fait l'une des plus grandes entreprises intermédiaires du pays. C'est également l'un des premiers exportateurs mondiaux de GNL.

## Histoire
Elle a été fondée en 1996 par Ray Davis et Kelcy Warren, qui en sont toujours présidents exécutifs.
En mars 2011, la société ETP achète (pour 2 milliards de dollars) les actifs pétrogaziers de la division énergétique du groupe Louis-Dreyfus (division qui était spécialisée dans le commerce et la gestion des liquides de gaz naturel, ainsi que dans d'autres produits énergétiques) du groupe Louis-Dreyfus, ce qui lui permet de s'ancrer dans le secteur financier des hydrocarbures fossiles gazeux liquéfiés.
En janvier 2015, Energy Transfer acquiert les activités de sa filiale Regency pour 11 milliards de dollars. En septembre 2015, Energy Transfer fait une offre d'acquisition sur Williams Companies de 33 milliards de dollars.
En juillet 2017, Energy Transfer annonce la vente de 32,5 % dans le gazoduc Rover pour 1,57 milliard de dollars à Blackstone.
En septembre 2019, Energy Transfer annonce l'acquisition de SemGroup, ayant notamment un terminal pétrolier au Texas, pour 1,35 milliard de dollars.
En février 2021, Energy Transfer annonce l'acquisition d'Enable Midstream pour 2,6 milliards de dollars.
En mai 2024, Energy Transfer Partners annonce l'acquisition pour 3,25 milliards de dollars de WTG Midstream, ayant un large réseau d'infrastructures pétrolières dans le Bassin permien.

### Oléoduc Dakota Access
Une entreprise baptisée Dakota Access (détenue à 36,4 % par la société Energy Transfer) a été créée pour construire l'« oléoduc Bakken », plus connu sous le nom d'« Oléoduc Dakota Access », pour évacuer et commercialiser les hydrocarbures non conventionnels issus du fracking,, qui génère à partir des années 2010 un mouvement de résistance autochtone auto-intitulé « #NoDAPL ».
En avril 2016, à la suite des manifestations et demandes de la communauté sioux et de nombreuses ONG, l'Agence de protection de l'environnement des États-Unis (EPA), le Département de l'Intérieur des États-Unis et le Conseil consultatif sur la préservation historique (Advisory Council on Historic Preservation) ont demandé une étude d'impact environnemental complète de l'oléoduc, étude demandée par les manifestants s'opposant au projet.
En juillet 2016, la communauté Sioux de la Réserve indienne de Standing Rock a déposé une plainte contre le Corps des ingénieurs de l'armée des États-Unis (qui a estimé que cet oléoduc n'aurait pas d'impact environnemental significatif), et demande une injonction à l'arrêt de la construction de cet oléoduc,.
Un groupe de jeunes militants de Standing Rock a couru du Dakota du Nord à Washington, D.C. pour présenter une pétition en protestation contre la construction de l'oléoduc, et a lancé une campagne internationale baptisée « ReZpect Our Water » (cet oléoduc doit passer sous les rivières Missouri, Mississippi et sous une partie du lac Oahe situé dans la réserve indienne de Standing Rock).
En octobre 2016, les Manifestations contre l'oléoduc Dakota Access ont éclaté sur un site de construction près de la Rivière Cannonball dans le Dakota du Nord ; entraînant l'arrestation de plusieurs centaines de personnes et l'utilisation de la force par une société de sécurité privée, la police d'État et de comté du Dakota du Nord, et la Garde nationale du Dakota du Nord,.
En août 2017, Energy Transfer attaque en justice les groupes environnementaux Greenpeace USA, BankTrack et Earth First!, en vertu du Patriot Act.
Energy Transfer accuse les militants de ces associations d'avoir tenté de profiter, par le biais de méthodes « éco-terrorisme ».
Banktrack a répondu que l'affaire est une poursuite stratégique contre la participation publique qui est sans fondement, et qu'il est légal d'informer le grand public et les banques sur les projets qui ont des « impacts sociaux, environnementaux réels et négatifs sur les droits de l'homme ». En 2019, un tribunal fédéral du Dakota du Nord a rejeté la poursuite pour racket et diffamation déposée par Energy Transfer Partners LP, le constructeur de l'oléoduc Dakota Access de 1 000 miles (1609 km environ), contre Greenpeace USA, EarthFirst et BankTrack pour leurs manifestations contre l'oléoduc. La poursuite alléguait que Greenpeace USA avait induit le public en erreur avec de fausses affirmations concernant les sites sacrés des tribus Sioux de Standing Rock et la probabilité que l'oléoduc contamine le Missouri dans le Dakota du Nord. Un rapport de Greenpeace indiquait en 2018 que les oléoducs d'Energy Transfer et ceux appartenant aux filiales de la société avaient « fuit plus de 500 fois au cours de la dernière décennie ».
Selon DeSmog, une organisation internationale de journalisme fondée en 2006, travaillant sur les sujets liés au dérèglement climatique, avec un accent porté à l'investigation et à la dénonciation des campagnes de désinformation et de lobbies s'opposant à la science climatique et à l'action pour le climat, partenaire du projet Covering Climate Now, qui encourage les médias à couvrir les questions climatiques à l'échelle mondiale, 
Une deuxième action civile, considérée comme une procédure baillon à l'encontre de Greenpeace-USA a conduit un tribunal, le mercredi 19 mars 2025, à demander à l'ONG près de 300 millions de dollars de dommages et intérêts, alléguant un rôle de leadership de l'ONG environnementale dans les manifestations contre l'oléoduc Dakota Access, ce que Greenpeace nie. Un conseiller juridique de Greenpeace a qualifié cette poursuite d'« attaque contre le mouvement plus largement, et contre tous les droits du premier amendement concernant la liberté d'expression et la manifestation pacifique ».